# Hajnal Antal
Hajnal Antal (Makó, 1838. augusztus 31. – Fiume, 1907. január 25.) magyar mérnök, a fiumei kikötő tervezője, a Nemzetközi Vöröskereszt aktivistája.

## Élete

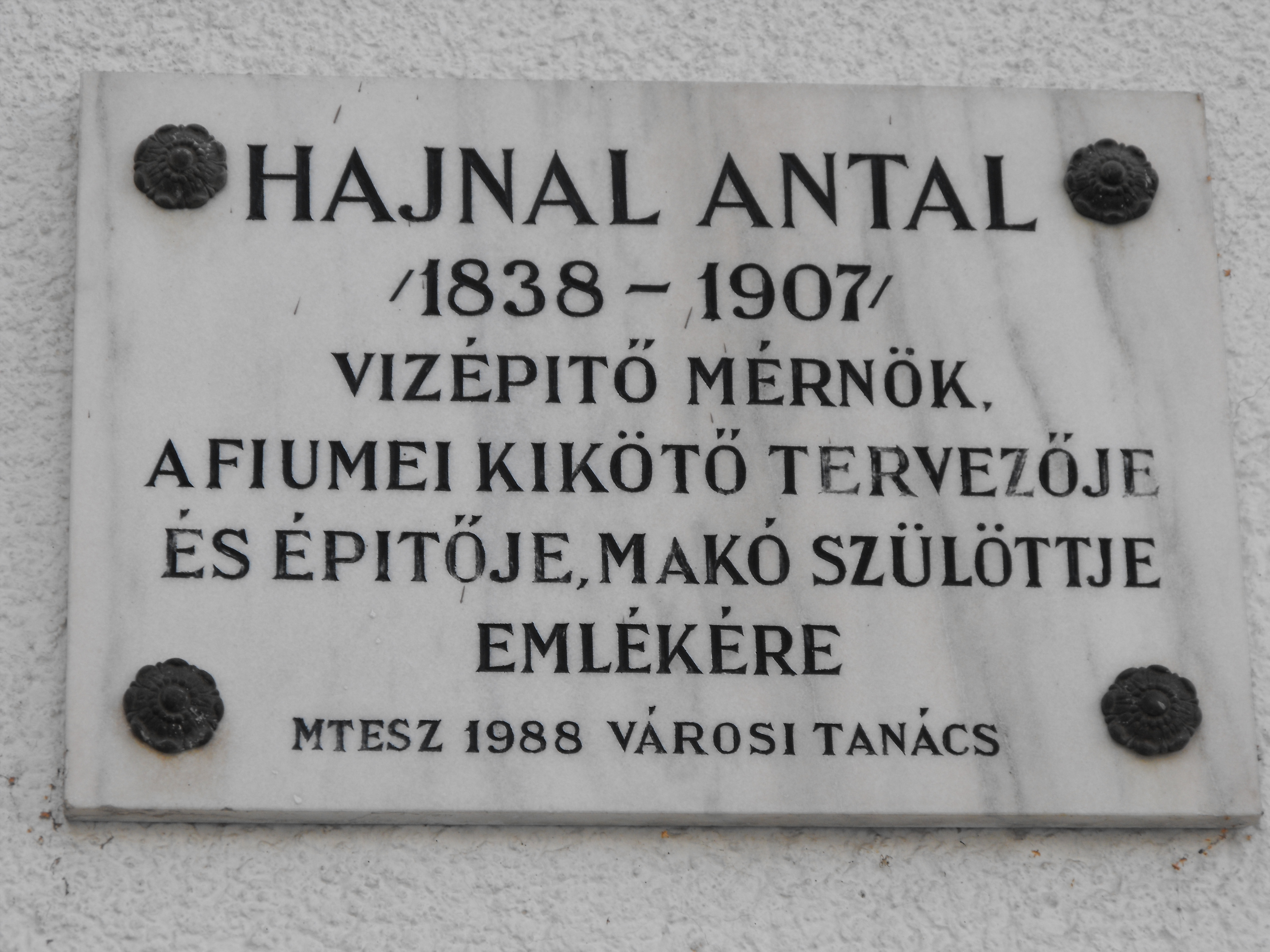
Emléktáblája Makón, a Kálvin téren
(A makói emléktáblák listája)

Makón született 1838. augusztus 31-én. Édesapja református lelkész és tanár volt. Szülőháza az akkori paplak volt, helyén ma óvoda áll, aminek falán emléktábla őrzi a város szülöttének emlékét. Budapesten, a Műegyetemen végezte tanulmányait, ott 1859-ben szerzett diplomát, később Európa több városában is megfordult tanulmányútja során. Ezután Békéscsabára ment, ahol az az akkori vármegye alkalmazásában dolgozott. Utána függetlenül a hivataloktól fölmérési vízrendezési munkákon dolgozott magánmérnökként. 1867-ben állami hivatalokat vállalt, 1873-ban a Közmunka és Közlekedésügyi Minisztérium alkalmazottja lett, főmérnöki beosztásban. Egy ideig folyószabályozási és a vasúti közlekedési hálózattal kapcsolatos ügyeken dolgozott, majd figyelme a Fiume kikötője felé fordult, annak karbantartója, fejlesztője lett. Akkoriban az jelentős bővítésre szorult; Hajnal Antal szakirodalmi munkát is megjelentetett a témával kapcsolatban Fiume és kikötője címen. A megbízást a tervre 1884-ben nyerte el. 1889-től a kivitelezési munkálatokat haláláig irányította osztálytanácsosi és a királyi tengerészet műszaki ügyvezetői posztban. Élete során aktív tagja volt a Magyar Mérnök- és Építész-Egyletnek, valamint a fiumei Vöröskeresztnek. 1885-ben erejét meghaladva támogatta az 1885-ös kolerajárvány áldozatait. 1907. január 25-én hunyt el Fiuméban. Sírja a fiumei Kozala temetőben van.

## Művei
- A fiumei kikötő (Budapest, 1900)

## Emlékezete
- Makón 1988-ban emléktáblát avattak tiszteletére